# Susilo Bambang Yudhoyono
Susilo Bambang Yudhoyono (Tremas, 1949) és un polític i antic militar indonesi, President d'Indonèsia des de 2004 fins a 2014.
És el sisè president d'Indonèsia, el primer escollit per vot directe. Yudhoyono, va ocupar el càrrec des d'octubre de 2004, després de guanyar les eleccions en la segona volta i va ocupar el càrrec des d'octubre de 2004, sent reelegit al juliol de 2009 per un altre mandat de cinc anys fins a ser succeït per Joko Widodo el 20 d'octubre de 2014.